# Actiones ficticiae
Actiones ficticiae – powództwa oparte na fikcji. W prawie rzymskim była to grupa powództw opartych na prawie pretorskim (actiones honorariae), których pretor udzielał modyfikując jakieś istniejące powództwo (actio utilis). Modyfikacja polegała na fikcyjnym założeniu istnienia jakiegoś elementu, który w rzeczywistości nie miał miejsca, a był niezbędny dla danego dochodzenia danego roszczenia. Pretor polecał w formułce wyznaczonemu sędziemu traktować sprawę tak, jak gdyby fingowany element istniał rzeczywiście (bądź istniejący element nie istniał).
Najbardziej charakterystycznym przykładem powództwa opartego na fikcji, z tego okresu, jest actio Publiciana, gdzie fikcyjnie przyjmowano, że posiadacz rzeczy jest jej właścicielem (że upłynął czas niezbędny do zasiedzenia).